# IC 1323
IC 1323 — галактика типу * (зірка) у сузір'ї Козоріг.
Цей об'єкт міститься в оригінальній редакції індексного каталогу.